# Lígia Fonseca
Lígia Arcângela Lubrino Dias Fonseca (Beira, el 24 de agosto de 1963) es una abogada, activista y política caboverdiana que se desempeñó como primera dama de Cabo Verde desde 2011 hasta 2021. Fonseca se convirtió en la primera mujer presidenta de la Asociación de Abogados de Cabo Verde (OAC), la asociación nacional de abogados del país, en 2001. Se casó con el expresidente de Cabo Verde, Jorge Carlos Fonseca.

## Biografía
Fonseca nació como Lígia Arcângela Lubrino Dias en Beira, Mozambique portuguesa, el 24 de agosto de 1963, hija de Canta Dias y Máximo Dias. Su padre, Máximo Dias, era un abogado mozambiqueño, político y líder del partido político MONAMO. En 1976, su familia se mudó a Lisboa, Portugal, debido a la inestabilidad política en Mozambique.
Dias permaneció en Lisboa, a pesar de las esperanzas de regresar a Beira. Se matriculó en la Facultad de Derecho de la Universidad de Lisboa, donde obtuvo su título de abogado. Conoció a su futuro esposo, Jorge Carlos Fonseca, que es caboverdiano en 1987 mientras asistía a la universidad. La pareja se casó el 26 de marzo de 1989, en una ceremonia en Portugal. Tienen tres hijas. 
Luego se mudaron a Macao, donde su esposo había sido contratado como profesor de derecho en la Universidad de Macao. La pareja se mudó a Cabo Verde en 1991, marcando la primera vez que había vivido en un país africano desde que salió de Mozambique en 1976.
El 30 de abril de 2001, Fonseca se convirtió en la primera mujer en ser elegida Presidenta de la Asociación de Abogados de Cabo Verdiano (Ordem dos Advogados de Cabo Verde). Un grupo disidente de abogados argumentó que ella no había sido miembro de la OAC durante al menos 10 años, pero su elección fue confirmada. La inauguración de Fonseca como la primera mujer jefa de la OAC tuvo lugar el 19 de mayo de 2001. Se desempeñó como presidenta desde 2001 hasta 2004, cuando fue sucedido por el Dr. Carlos Alberto Veiga.
Jorge Carlos Fonseca fue elegido presidente en la segunda vuelta de las elecciones presidenciales de Cabo Verde de 2011, convirtiendo a Ligia Fonseca en la cuarta primera dama de Cabo Verde. Ligia Fonseca buscó enfocarse en temas sociales durante su mandato. Ella continuó practicando derecho como abogada activa después de convertirse en primera dama.

## Honores

### Honores extranjeros
- : Gran Cruz de la Orden del Infante Don Enrique (22 de noviembre de 2017)[6]
- : Gran Cruz de la Orden de la Corona (Países Bajos) (10 de diciembre de 2018)